# Bender (município)

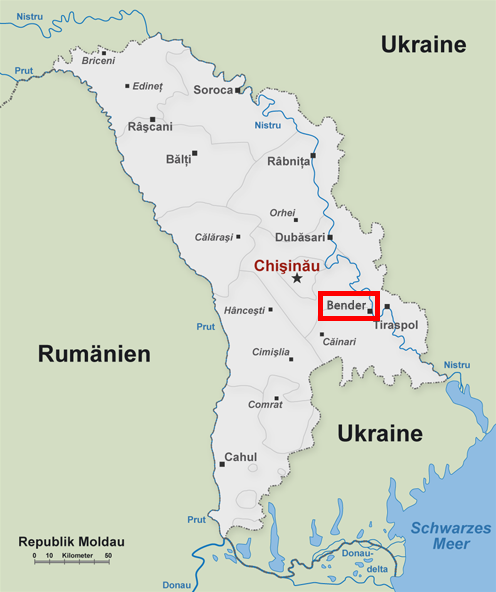
Tighina no mapa da Moldávia

Bender ou Tighina (Russo: Бендеры; Moldavo Cirílico: Тигина) é um município ou cidade da Moldávia. Atualmente, Bender faz parte da Transnístria, região da Moldávia que declarou sua independência unilateralmente. Sua população estimada em 2004 era de 145 mil habitantes, sendo grande parte de origem romena.